# The Devil (film fra 1915)
 For alternative betydninger, se The Devil. (Se også artikler, som begynder med The Devil)
The Devil er en amerikansk stumfilm fra 1915 af Thomas H. Ince og Reginald Barker.

## Medvirkende
- Edward Connelly som Djevelen.
- Bessie Barriscale som Isabella Zanden.
- Arthur Maude som Harry Lang.
- Clara Williams som Elsa.
- Rhea Mitchell som Milli.